# Human Rights Watch
Human Rights Watch (HRW, ‘Observatorio de Derechos Humanos’) es una organización no gubernamental (ONG) dedicada a la investigación, defensa y promoción de los derechos humanos. Su sede se encuentra en Nueva York (Estados Unidos), y cuenta con oficinas en Beirut, Berlín, Bruselas, Chicago, Ginebra, Johannesburgo, Los Ángeles, Moscú, París, San Francisco, Tokio, Toronto y Washington.

## Historia y campañas

### Antecedentes

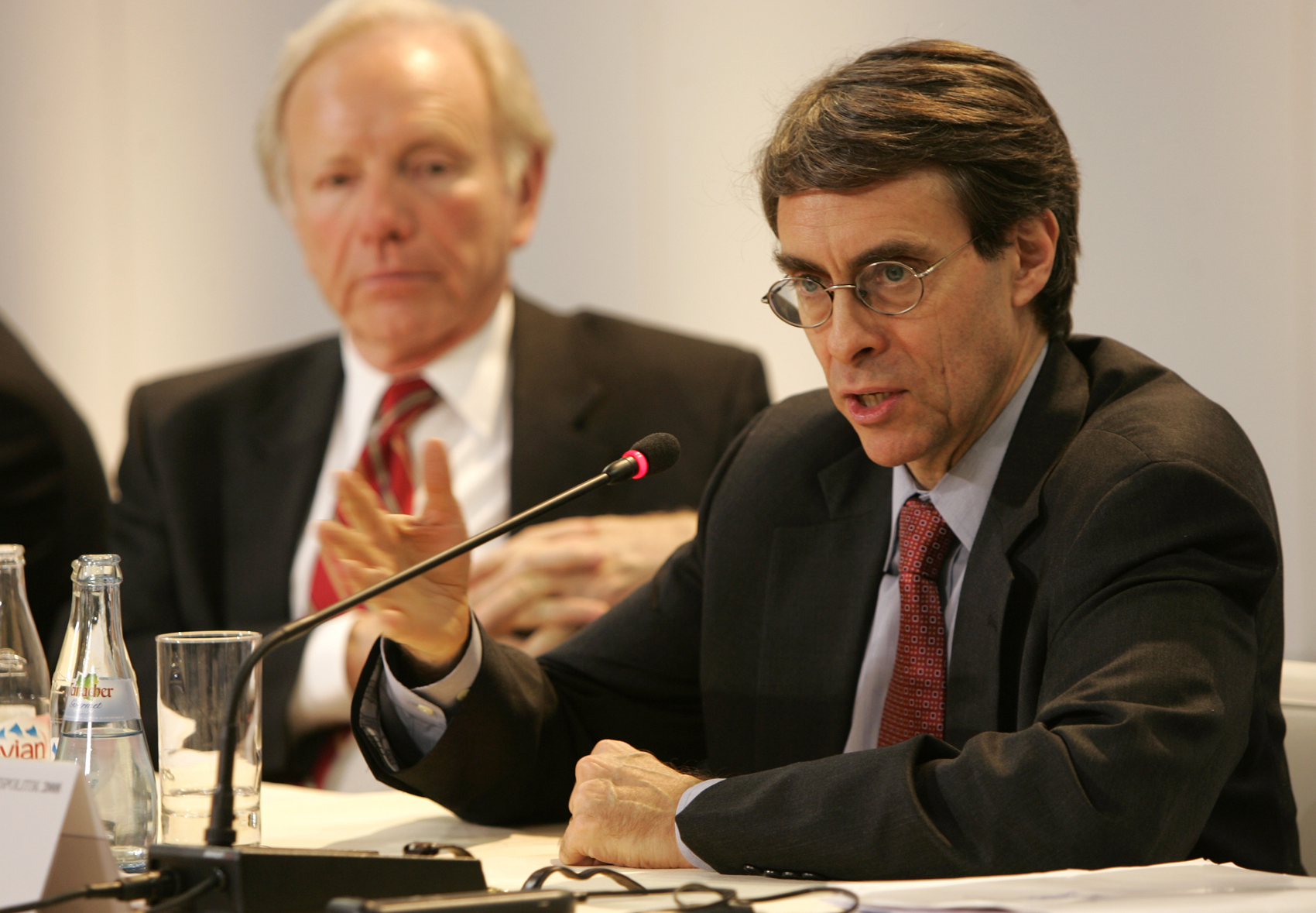
Kenneth Roth, director ejecutivo habla durante la 44.ª Conferencia de Seguridad de Múnich en 2008.

Human Rights Watch comenzó en 1978 con la creación de Helsinki Watch, cuyo objetivo era ayudar a los grupos ciudadanos formados en todo el bloque soviético a verificar el cumplimiento gubernamental de los Acuerdos de Helsinki de 1975. Conforme la organización creció, se crearon los Comités de Observación (Watch Committees) para cubrir otras regiones del mundo. En 1988, la organización adoptó formalmente el nombre de Human Rights Watch. Robert L. Bernstein era el presidente de la organización y es uno de los fundadores originales, así como Jeri Laber, entre otros.

### Perfil: defensa de los derechos humanos básicos
Seguidora de la Declaración Universal de los Derechos Humanos, Human Rights Watch se opone a las violaciones de derechos humanos básicos, que incluyen la pena capital y la discriminación basada en la orientación sexual. Human Rights Watch defiende las libertades en relación con los derechos humanos fundamentales, tales como la libertad de religión y de prensa.
Human Rights Watch produce informes de investigación sobre violaciones de normas internacionales de derechos humanos, obedeciendo a la Declaración Universal de los Derechos Humanos y a lo que percibe como otras normas de derechos humanos aceptadas internacionalmente. Estos informes son utilizados como base para denunciar ante la comunidad internacional los abusos y presionar a los Gobiernos y a las organizaciones internacionales a efectuar reformas. Los investigadores realizan misiones para descubrir los hechos en situaciones sospechosas y generar cobertura periodística en la prensa local e internacional. En sus informes, Human Righs Watch ha abordado cuestiones como la discriminación social y de género, tortura, la utilización de niños por parte de ejércitos, corrupción política, abusos en los sistemas de justicia criminal, y la legalización del aborto. Human Rights Watch documenta e informa sobre violaciones a las leyes de la guerra y al derecho internacional humanitario.
Cada año, Human Rights Watch otorga el Premio a los Defensores de Derechos Humanos a activistas del mundo entero que demuestran liderazgo y valentía para defender los derechos humanos. Los galardonados trabajan con Human Rights Watch en investigar y exponer abusos a los derechos humanos.
Human Rights Watch fue una de seis ONG internacionales que fundaron la Coalición para erradicar el uso de niños soldados en 1988. También copresidió la Campaña Internacional para Prohibir las Minas Terrestres, una coalición global de grupos de la sociedad civil que abogó exitosamente para introducir el Tratado de Ottawa, un tratado que prohíbe el uso de minas antipersonas.
Human Rights Watch es miembro fundador del Intercambio Internacional por la Libertad de Expresión, una red global de organizaciones no gubernamentales que monitorea la censura alrededor del mundo.
Human Rights Watch cuenta con una planta laboral de 230 trabajadores pagados, y un presupuesto de más de 30 millones de dólares estadounidenses al año.
El actual director ejecutivo de Human Rights Watch es Kenneth Roth, quien ha mantenido esta posición desde 1993. Roth es egresado de las universidades de Yale y Brown. Su padre huyó de la Alemania nazi en 1938. Roth empezó a trabajar en derechos humanos después de la declaración de la ley marcial en Polonia en 1981, y posteriormente se involucró en asuntos en Haití.
En 2010, Human Rights Watch recibe 100 millones de dólares del multimillonario estadounidense George Soros.

### Temas específicos y campañas de Human Rights Watch
- Abolición de la pena de muerte en todo el mundo
- Derechos LGBT (lesbianas, gais, bisexuales y transgénero).
- Derechos de personas con sida
- Entregas extraordinarias de Estados Unidos
- Ejecuciones extrajudiciales y secuestros
- Genocidio, crímenes de guerra, crímenes contra la humanidad
- Minas terrestres
- Niños de la calle
- Niños soldado
- Legalización del aborto
- Procedimientos judiciales contra violadores de derechos humanos
- Seguridad de civiles durante guerras, se opone a la utilización de bombas de racimo
- Tortura
- Trabajo infantil
- Trata de mujeres y niñas
- Tráfico de armas ligeras

### Publicaciones de Human Rights Watch
Human Rights Watch publica informes sobre una variedad de temas y compila informes anuales (Informe Mundial) donde presenta una visión general de la situación de los derechos humanos en el mundo.
Human Rights Watch ha publicado extensamente sobre el Genocidio de Ruanda de 1994 y los conflictos en la República Democrática del Congo.
En el verano del año 2004, la Librería de Libros y Manuscritos Excepcionales en la Universidad de Columbia en Nueva York se convirtió en la institución depositaria del archivo de Human Rights Watch, que es una colección activa que documenta décadas de investigaciones sobre los derechos humanos alrededor del mundo. El archivo fue transferido de su ubicación previa en la Librería de Norlin en la Universidad de Colorado en Boulder. El archivo incluye documentos administrativos, de relaciones públicas, y también sobre países o casos. A excepción de ciertas consideraciones de seguridad, la comunidad de la Universidad de Columbia y el público tienen acceso a informes, entrevistas transcritas y grabadas con presuntas víctimas de abusos a los derechos humanos, cintas de audio y video, y otros materiales que documentan las actividades de la organización desde que fue fundada en el año 1978 con el nombre de Helsinki Watch.
El 26 de noviembre de 2019, Human Rights Watch emitió un informe  sobre el uso excesivo de la fuerza, abusos de detención y violación a los derechos humanos llevadas a cabo por agentes del estado de Chile contra manifestantes y transeúntes durante el llamado estallido social que se llevó a cabo en ese país desde octubre de 2019, donde en su informe refiere que miembros de la policía nacional de Chile (Carabineros) cometieron graves violaciones de derechos humanos, que incluyen uso excesivo de la fuerza en las calles y abusos en detención, luego de masivas protestas que comenzaron el 18 de octubre de 2019 y continuaron durante varias semanas.

## Comparación con Amnistía Internacional
Human Rights Watch y Amnistía Internacional son las dos únicas organizaciones internacionales de derechos humanos de Occidente que operan en todo el mundo en la mayoría de las situaciones de opresión o abuso grave. Aunque son aliados cercanos, los dos grupos desempeñan funciones complementarias, lo que supone una división del trabajo. Las principales diferencias radican en la estructura y métodos de los grupos para promover el cambio.
Amnistía Internacional es una organización de masas. Su instrumento de promoción principal es la movilización de sus miembros. Los principales productos de Human Rights Watch son sus investigaciones dirigidas a las situaciones de crisis y sus amplios informes, mientras que Amnistía cabildea y escribe informes detallados, pero también se ocupa de campañas para el envío de cartas por parte de las masas, y aboga por la liberación de los «presos de conciencia». Human Rights Watch cabildea abiertamente para que otros Gobiernos tomen acciones específicas contra los infractores de los derechos humanos, incluso nombrando a personas específicas para su detención, o para que se impongan sanciones contra algunos países. Recientemente pidió imponer sanciones punitivas contra los principales dirigentes en Sudán que han supervisado una campaña de matanzas en Darfur. El grupo también ha pedido la liberación de los activistas de derechos humanos que han sido detenidos en Sudán.
Su documentación de violaciones de los derechos humanos a menudo incluye extensos análisis de las raíces políticas e históricas de los conflictos en cuestión, algunos de los cuales han sido publicados en revistas académicas. Los informes de Amnistía Internacional, por el contrario, tienden a contener menos análisis, y se centran en abusos de derechos específicos.
Hay algunas pequeñas diferencias en la política: por ejemplo, Human Rights Watch cree que las mujeres deberían tener el derecho a llevar un velo mientras que Amnistía no tiene una política sobre esta cuestión.

## Críticas

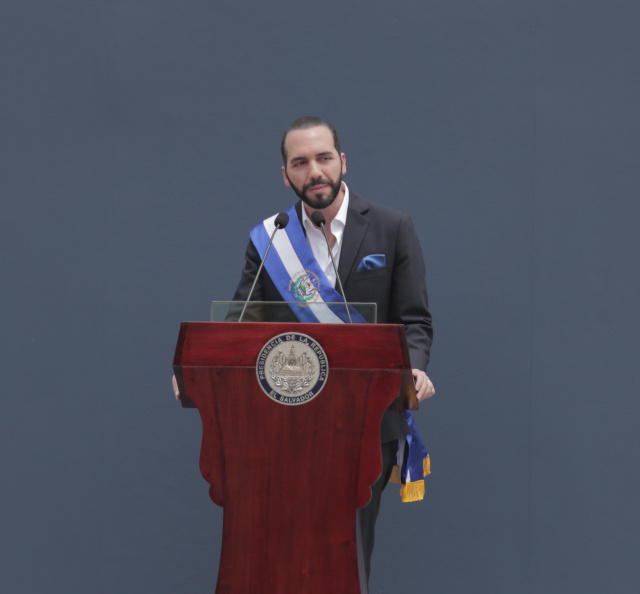
El presidente salvadoreño, Nayib Bukele, ha sido un crítico de la organización por defender los derechos constitucionales de las pandillas en El Salvador.

Human Rights Watch ha sido criticada por gobiernos y otras organizaciones no gubernamentales y por su fundador y exdirigente Robert L. Bernstein. Ha sido acusada por críticos de haber sido influenciada por la agenda de asuntos exteriores de los Estados Unidos, particularmente en relación con sus informes sobre Latinoamérica. El gobierno de Etiopía también ha acusado a Human Rights Watch de informar de manera parcializada e injusta. En 2008, el gobierno de Venezuela ―a través de Tarek El Aissami (ministro de Relaciones Interiores) y Nicolás Maduro (ministro de Relaciones Exteriores)― acusó a Human Rights Watch de estar «inmiscuyéndose ilegalmente en los asuntos internos» de Venezuela, por lo que expulsaron del país a sus representantes. Por su parte el entonces ministro de Comunicación e Información, y presidente del canal TeleSUR, Andrés Izarra, calificó a Human Rights Watch como «una fachada de la injerencia estadounidense en Venezuela», y lo acusó de estar al servicio de «los intereses más bastardos de la oligarquía venezolana al servicio de los intereses imperiales». Con respecto al conflicto árabe-israelí, se ha acusado a Human Rights Watch de estar parcializada a favor de Israel, y que la organización ha pedido donaciones a ciudadanos de Arabia Saudita sobre la base de sus críticas a Israel; Human Rights Watch ha respondido públicamente a la crítica relacionada con sus informes sobre Latinoamérica y sobre el conflicto árabe-israelí.
El 12 de mayo de 2014, la irlandesa Mairead Maguire y el argentino Adolfo Pérez Esquivel ―ambos premios nobel de la paz―, junto con un centenar de profesores de Estados Unidos y Canadá, solicitaron a Human Rights Watch que tomara «medidas concretas para afianzar la independencia» de la organización, ya que sus más altos directivos tenían relación directa con el Partido Demócrata, con el Gobierno de Estados Unidos y también con la CIA (Agencia Central de Inteligencia). Dirigieron la carta a Kenneth Roth (director de Human Rights Watch), y le solicitaron el fin de las «puertas giratorias» entre dichas instituciones y Human Rights Watch. Entre los personajes relacionados con dichas instituciones estaban Miguel Díaz (analista de la CIA en los años noventa y actual funcionario del Departamento de Estado), Tom Malinowki, Miles Frechette y Michael Shifte (que tendrían vínculos directos con el Partido Demócrata). El 3 de junio de 2014, Human Rights Watch respondió argumentando que su «preocupación está fuera de lugar». El 8 de julio de 2014, los dos premios nobel ―junto a otros activistas― volvieron a solicitar a Human Rights Watch que expulsara de su junta directiva a Javier Solana (exsecretario general de la OTAN), y a todos los funcionarios relacionados con el Gobierno de Estados Unidos.
En 2020, The Intercept reportó que el director Ejecutivo de Human Rights Watch, Kenneth Roth, aceptó donaciones del magnate inmobiliario saudí Mohamed Bin Issa Al Jaber con la condición de que la donación de 470.000 dólares no se utilizara para apoyar la defensa de los derechos de las personas LGBT en el Oriente Medio y el norte de África. La donación fue devuelta, y Human Rights Watch emitió una declaración diciendo que aceptar la donación era una "decisión profundamente lamentable" en respuesta a un informe de investigación del periódico The Intercept sobre la donación.
En el 27 de marzo del 2022, tras el inicio de la guerra contra las pandillas en El Salvador, la organización acusó al gobierno salvadoreño por la forma en que amenazaban y arrestaban a los pandilleros del país, declarando dichas acciones como violaciones a los derechos humanos. En respuesta, el presidente Nayib Bukele criticó a la organización afirmando que defendía los derechos constitucionales de los pandilleros, pero no los derechos de las personas respetuosas de la ley.